# مصطبة إدوت
مصطبة إدوت، أخذتها لنفسها الأميرة سشسشيت التي كانت تحمل لقب «ابنة الملك» والتي كانت تسمى كذلك إدوت، وهذه المصطبة كانت قد أقيمت أصلاً للوزير إيحي الذي عاش في عهد الملك أوناس، في أواخر الأسرة المصرية الخامسة.

## مكونات المقبرة
تتكون المقبرة من مصطبة تنقسم إلى عشر غرف، نقشت منها خمس فقط، بينما اعتبرت البقية غرف تخزين. وتعكس نقوش الغرفتين الأولى والثانية مبلغ عشق الأميرة إيدوت للحياة على الماء. ويتضح هذا العشق من اختيارها للمناظر، ومنها: صيد الأسماك بالمستنقعات اعتماداً على مختلف طرق الصيد، والرياضات المائية وصيد فرس البحر. وزينت بقية الغرف المنقوشة بمناظر تقليدية من نحت غائر؛ لإعداد وتقديم القرابين الجنائزية.